# پیتر گیفورد
پیتر گیفورد (انگلیسی: Peter Gifford; ۵ آوریل ۱۹۵۵ – ) موسیقی‌دان و کارآفرین اهل استرالیا بود، که در سال ۱۹۹۴ شرکت تجهیزات ورزشی ویکد ویسل را تأسیس کرد. وی بین سال‌های ۱۹۸۰ تا ۱۹۸۷ میلادی فعالیت می‌کرد.